# 哆啦A夢七小子GOAL!GOAL!GOAL!!
《多啦A夢族GOAL!GOAL!GOAL!!》（ザ☆ドラえもんズ ゴール!ゴール!ゴール!!），《多啦A夢族》的第七部動畫，於2002年3月9日和《大雄與機器人王國》、《我出生的那一天》同時上映。片長7分鐘，是哆啦A夢附篇電影系列中最短的一部作品。

## 劇情概要
本篇作品較為特殊的一點是從頭到尾都沒有任何對白，只有音樂和音效。多啦A夢族與阿奇默夫所帶領足球隊的足球競賽。阿奇默夫不斷使用各種手段（控制球場中的各種機關）來對付多啦A夢族，但都失敗，最後由多啦尼奧踢進致勝的一球。

## 登場人物

### 主要人物
| 角色         |
| ------------ |
| 多啦A夢      |
| 多啦尼奧     |
| 多啦小子     |
| 王哆啦       |
| 多啦尼考夫   |
| 艾・馬達多啦 |
| 多啦默德三世 |